# Bruges-Capbis-Mifaget
 Bruges-Capbis-Mifaget  es una población y comuna francesa, en la región de Aquitania, departamento de Pirineos Atlánticos, en el distrito de Pau y cantón de Nay-Ouest.

## Demografía
| 926 | 857 | 850 | 827 | 833 | 915 |
| Para los censos de 1962 a 1999 la población legal corresponde a la población sin duplicidades (Fuente: INSEE [Consultar]) |     |     |     |     |     |